# Железнодорожный транспорт в России
Железнодорожный транспорт в России — один из крупнейших железнодорожных комплексов в мире.
Общая протяжённость эксплуатационной длины железнодорожных путей, по состоянию на 2018 год, составляла 122 тыс. км, в том числе 86,6 тыс. км путей общего пользования (электрифицировано 44,1 тыс. км) и 35 тыс. км путей необщего пользования (на территориях предприятий и в местах разработки полезных ископаемых); по общей протяжённости Россия занимает 3-е место в мире, уступая США (293,564 тыс. км) и Китаю (124,0 тыс. км), и 2-е место — по протяжённости электрифицированных дорог.
Развёрнутая протяжённость (в однопутном эквиваленте) магистральных железных дорог общего пользования составляет 124 тыс. км; страна занимает 3-е место в мире, уступая только США (250 тыс. км) и Китаю (127 тыс. км).
Средняя плотность железных дорог составляет 7,2 км на 1000 км² территории. 

Характерной особенностью железнодорожного транспорта в России является высокая доля электрифицированных дорог; по протяжённости электрифицированных магистралей Россия занимает 2-е место в мире: 44 тыс. км (1-е место — Китай — 80 тыс. км).
По состоянию на 2019 год железные дороги имеются в 79 из 85 регионов России. Нет железных дорог только в Ненецком автономном округе, Республике Алтай, Камчатском крае, Магаданской области, Республике Тыва и Чукотском АО.
В европейской части России железнодорожная сеть имеет радиальный вид и относительно высокую плотность, железные дороги сходятся к Москве, а Московский железнодорожный узел является крупнейшим в мире.
В азиатской части страны железнодорожная сеть имеет широтную протяжённость и небольшую плотность.
Сеть железных дорог в северной и восточной частях России остаётся скудной; с некоторыми регионами до сих пор нет железнодорожного сообщения, что для такой протяжённой страны, как Россия, является стратегическим тормозом и угрозой для экономической безопасности.
Крупнейшей отраслевой компанией России является ОАО «Российские железные дороги» (РЖД).
Помимо сети РЖД, пассажирские и грузовые перевозки осуществляются и на других, не входящих в холдинг железных дорогах — Крымской железной дороге, Железных дорогах Якутии, Норильской железной дороге и прочих.
Железнодорожным транспортом в России перевозилось (в 2017 году) 27 % пассажиров и 45 % грузов (без учёта трубопроводного транспорта — 87 % грузов).
На железных дорогах России в год перевозится свыше 1,2 млрд пассажиров (включая городские электрички, детские железные дороги и прочие) и 1,4 млрд тонн грузов. Пассажирские перевозки в России составляют около 5 % от общего объёма железнодорожных перевозок (для сравнения: в США и Канаде 1 %, в Австралии 4 %, в Японии 9,2 %).
В 2013 году, согласно международному рейтингу глобальной конкурентоспособности Всемирного экономического форума (ВЭФ) Россия занимала 31-е место в мире по качеству железнодорожной инфраструктуры, к 2019 году по качеству железнодорожной инфраструктуры Россия поднялась до 16-го места в мире. В 2019 году по эффективности услуг железнодорожного транспорта Россия заняла в рейтинге ВЭФ 17-е место в мире.

## История

### Железные дороги Российской империи

#### Появление железных дорог
В 1788 году в Петрозаводске на Александровском пушечном заводе был построен прообраз промышленной железной дороги — Чугунный колесопровод. Далее в конце XVIII века в России начинают работать железные дороги на промышленных предприятиях и крупных стройках. Используется лошадиная и людская тяга.
Российское правительство озаботилось вопросами прокладки железной дороги в начале XIX века. Базой для этого направления стал Департамент водных коммуникаций, созданный в 1798 году. Департамент действовал успешно, активно развивался и в 1809 году расширил свои полномочия и был переименован в Управление водяными и сухопутными сообщениями. В 1809 году был создан военный Институт корпуса путей сообщения.
В 1830 году появилась статья Н. П. Щеглова, в которой указывалось, что вопрос создания сети железных дорог «имеет первенствующее значение для экономического развития России». Однако были и иные мнения: М. Г. Дестрем писал в 1831 году: «Я доказал все выгоды, доставляемые вообще судоходными каналами… и убедил, что выгоды каналов пред чугунными дорогами имеют в России наибольшую степень превосходства».
В августе 1834 года была введена в эксплуатацию промышленная железная дорога нижнетагильских заводов длиной 3,5 км, спроектированная крепостными умельцами Черепановыми. Она использовалась исключительно для доставки руд из шахты на завод при помощи паровоза оригинальной конструкции.

#### Первая железная дорога общего пользования
История железных дорог общего пользования в России начинается с 1830-х годов. В 1834 году по приглашению горного ведомства в Россию прибыл австрийский инженер Франц фон Герстнер, который внёс императору Николаю I предложение о строительстве железнодорожной линии. В 1835 году родственник императора граф Алексей Бобринский создаёт акционерное общество, целью которого является финансирование строительства железных дорог. В 1836 году император обнародовал указ о сооружении Царскосельской железной дороги. За несколько месяцев был построен пусковой участок от Большого Кузьмина до Павловска, на котором к концу года было запущено движение, а официальное открытие дороги состоялось в конце 1837 года.

Официальное торжественное открытие первой в России железной дороги общественного пользования: С-Петербург — Царское Село состоялось 30 октября по старому стилю (11 ноября — по новому) 1837 года. Машинистом первого поезда, который состоял из паровоза «Проворный» и восьми вагонов, стал сам Герстнер. Члены Правления дороги пригласили на открытие императора Николая I и других почётных гостей. Пассажиры заняли свои места, и в 2 часа 30 минут пополудни поезд плавно отошёл от перрона. Через 35 минут под громкие аплодисменты встречавших и крики «Ура!» первый поезд прибыл на станцию Царское село. Поездка от Петербурга до Царского села заняла 35 минут, а обратная поездка — 27 минут; максимальная скорость достигала 64 км/ч, а средняя составила 51 км/ч.
Активное формирование сети железных дорог Российской империи происходило во II половине XIX века; до этого были построены казённые Варшаво-Венская железная дорога и Николаевская железная дорога. Развитие сети дорог было обусловлено как потребностями экономики, так и военными интересами государства. В качестве одной из главных причин поражения России в Крымской войне 1850-х годов указывается отсутствие сети железных дорог, позволявшей оперативно перебрасывать вооружённые силы по территории страны. В. А. Кокорев в статье «Экономические провалы» указывал: 

Если бы дорога от Москвы к Черному морю была начата постройкою в 1841 г., то Россия не почувствовала бы невозможности с миллионом лучшего в мире своего войска отразить высадившегося около Севастополя неприятеля в количестве 70 тыс. Впрочем, и самой высадки не могло бы быть, когда бы Европа знала, что наши войска по железной дороге, без всякого утомления, могут через несколько дней явиться на берегах Черного моря.

После поражения в Крымской войне правительство Российской империи начало пересматривать политику в области железнодорожного строительства, ранее проявлявшуюся в частом препятствовании частным проектам строительства железных дорог в южной части империи, в том числе на Кременчуг, Харьков и Одессу. При этом предполагалась невыгодность и ненужность строительства железных дорог в южном направлении от Москвы ввиду отсутствия должного объёма пассажиров и грузов. Однако внешние угрозы заставили взглянуть на проблему по-иному.
В сентябре 1854 года издан приказ начать изыскания на линии Москва — Харьков — Кременчуг — Елизаветград — Ольвиополь — Одесса. В октябре 1854 года выпущено распоряжение приступить к изысканиям на линии Харьков — Феодосия, в феврале 1855 года — на ответвлении от Харьковско-Феодосийской линии в Донбасc, в июне 1855 — на линии Геническ — Симферополь — Бахчисарай — Севастополь. 26 января 1857 года издан Высочайший указ о создании первой сети железных дорог. С развитием линий на юг от Москвы земледелие в зонах притяжениях железных дорог Центральной России резко теряло экономическую выгоду и привлекательность, поскольку продукты становилось проще и дешевле привозить из южных губерний.
В 1853 году в портовом Петербурге, тогдашней столице, в связи с развитием грузовых железнодорожных перевозок правительством России для соединения Николаевской и Варшавской линий была построена Соединительная ветвь, пересекавшая путём глухого пересечения Царскосельскую дорогу, имевшую другую ширину колеи. Это стало началом формирования первого в России Санкт-Петербургского железнодорожного узла — сегодня он является вторым по размерам после Московского.
Для ускорения строительства и привлечения капитала было основано «Главное общество российских железных дорог». Железные дороги должны были проходить: от Санкт-Петербурга до Варшавы и до прусской границы на Кенигсберг, от Москвы до Нижнего Новгорода, от Москвы через Курск и низовье Днепра до Феодосии, и от Курска или Орла через Динабург до Либавы, и таким образом непрерывным, через 26 губерний, железным путём соединить три столицы, главные судоходные реки и два порта на Чёрном и Балтийском морях.
Кроме казённых и находящихся в концессии дорог (Николаевская, Московско-Нижегородская, Петербурго-Варшавская, Вологдо-Вятская, Самаро-Златоустовская и др.) были построены также многочисленные частные системы (Рязано-Уральская железная дорога, Московско-Ярославская, Киево-Брестская и др.). Преимущественно в это же время были созданы все существующие ныне вокзалы крупных городов.
15 июня 1865 года император Александр II основал Министерство путей сообщения Российской империи — общегосударственное ведомство железных дорог.
4 ноября 1896 года был снят первый русский фильм на железнодорожную тему — «Вид харьковского вокзала в момент отхода поезда с находящимся на платформе начальством». Режиссёром и оператором в одном лице выступил фотограф «Ея Императорскаго Высочества Великой княгини Александры Петровны» Альфред Федецкий.
Самая длинная дорога в мире (2018) Транссибирская магистраль начала строиться в 1891 году одновременно от Челябинска через Новониколаевск на Красноярск и Иркутск и от Владивостока на Хабаровск. Полностью по территории Российской империи движение было открыто после ввода в строй моста через реку Амур в 1916 году. Ещё одна стратегическая дорога — КВЖД — была построена на территории соседнего Китая.

### Железные дороги в советский период (1917—1991)
После Октябрьской революции все частные железные дороги были национализированы. Управление сетью железных дорог было возложено на Наркомат путей сообщения, преобразованный позднее в Министерство путей сообщения СССР. Из числа крупнейших железнодорожных строек советского периода выделяются Турксиб, Трансполярная магистраль, БАМ. С 1929 года началась электрификация железных дорог. Первым в СССР электрифицированным участком стал Москва — Мытищи (1929), за ним Москва — Люберцы (1933). В ноябре 1932 года Московский электромашиностроительный завод «Динамо» выпустил первый советский электровоз ВЛ19. Промышленность стала выпускать мощные грузовые паровозы серий ФД и СО, пассажирский паровоз серии ИС. В 1936 году на станции Люблино-Сортировочная была построена первая в СССР механизированная сортировочная горка. К 1943 году было построено Большое окружное кольцо протяжённостью 558 км (отдельные его участки существовали ещё с XIX века).
«Железные дороги — сосуды, по ним течёт кровь страны: снаряды и хлеб, бомбы и нефть. С доверием смотрит Красная Армия на железнодорожников: это братья по оружию — один стреляет, другой подаёт патроны. Наши железнодорожники показали себя отважными бойцами. Наряду с лётчиками, танкистами, артиллеристами, моряками они делают всё для Победы. Я видел в Брянске, как работали железнодорожники под огнём. Падали бомбы, но смелые люди спокойно отцепляли вагоны с боеприпасами… Когда настанет День Победы, наши бойцы первые вспомнят о железнодорожниках…»
С первых часов Великой Отечественной войны на железнодорожном транспорте приступили к осуществлению мобилизационного плана. Уже 23 июня для обеспечения потребностей фронта и тыла был введён особый воинский график-литер А, предусматривающий приоритетное, быстрейшее продвижение воинских эшелонов и грузов. Перевозки, не имевшие военного значения, резко сокращались. График устанавливал первоочередное продвижение воинских транспортов с максимальным использованием пропускной способности железнодорожных линий и обеспечением работы станций. Быстро начали работу по требованиям военного времени прифронтовые железные дороги Западная, Московско-Киевская, Калининская. Соблюдалась максимальная бдительность, охрана каждого железнодорожного объекта, сохранение тайны военных перевозок. Решающее значение для осуществления усилий тыла, работавшего на фронт, имел Московский узел, связывающий тыл и фронт. Во всех депо Мосузла строились бронепоезда, бронеплощадки, производились заградительные сооружения, консолидировались военно-санитарные, ремонтно-восстановительные и другие подвижные соединения для обслуживания фронтовых участков. В восточные регионы СССР вывозились предприятия оборонной промышленности, на новом месте они сразу начинали выпуск самолётов, танков, орудий, боеприпасов, стрелкового оружия. Эвакуация промышленности велась через Западную, Московско-Киевскую, Курскую, Московско-Рязанскую и Московско-Донбасскую железные дороги.
С началом войны ради бесперебойного функционирования железных дорог все машинисты были освобождены от призыва на фронт. Перед блокадой Ленинграда из северной столицы железнодорожным транспортом было вывезено 740 тысяч человек, более 90 промышленных предприятий. Во второй половине 1941 года железнодорожным транспортом из европейской части СССР эвакуировано на Урал и в Сибирь оборудование 2600 предприятий, 18 млн рабочих и членов их семей. Во встречном направлении, на фронт было доставлено 290 дивизий, свыше 2 млн солдат и командиров, сотни тысяч единиц танков, орудий, а также боеприпасы. Были подготовлены и обучены специальные фронтовые машинисты, управлявшие паровозами в районах боевых действий и на непосредственных подступах к ним. В первые месяцы войны были созданы специальные паровозные подразделения для прифронтовых перевозок. Это были колонны паровозов особого резерва Народного комиссариата путей сообщения (ОРКП). Кроме паровозов серии Э или СО, достаточно мощных, но не таких тяжёлых как ФД, в составе колонны были и турные теплушки для личного состава. За каждым паровозом закреплялись по две локомотивные бригады в полном составе, два поездных вагонных мастера, два главных и старших кондуктора и проводник теплушки. В каждой колонне было 30 паровозов. Колонна была в состоянии обслуживать отдельный участок фронта. При подготовке и проведении стратегических, фронтовых и армейских операций колонны обеспечивали передислокацию и скрытную концентрацию больших масс войск, боевой техники и всего необходимого для осуществления этих операций. В каждой колонне были свои передвижные ремонтные мастерские, подвижные склады, бани-прачечные. Эти спецформирования НКПС использовались также для массированных перевозок и в глубоком тылу. На первом этапе войны было сформировано 10 колонн, куда вошли железнодорожники, эвакуированные с запада. К концу лета 1942 года московскими железнодорожниками было сформировано 35 колонн, из которых 18 колонн (около 500 локомотивов) были направлены в прифронтовую полосу и закреплялись за фронтами. В ходе войны численность колонн значительно возросла.
В ходе Великой Отечественной войны по проектам института «Ленгипротранс» сооружены железная дорога Ладожское озеро — Войбокало, известная как «Дорога жизни», и железная дорога Шлиссельбург — Поляны с мостом через Неву, известная как «Дорога Победы». При участии института была спроектирована и сооружена рокадная железнодорожная линия Сталинград — Саратов — Свияжск длиной 1110 км. Волжская рокада стала основной дорогой, осуществлявшей снабжение Сталинградского фронта людскими ресурсами, военной техникой, боеприпасами и продовольствием.
В ходе Великой Отечественной войны для наиболее крупных организаторов железнодорожного транспорта были введены специальные персональные звания, например, начальник Октябрьской железной дороги Борис Саламбеков носил персональное звание «Генерал-директор тяги I ранга». Его усилиями после прорыва Блокады Ленинграда в январе 1943 года по узкому коридору южнее Ладожского озера, через 20 км топких болот параллельно линии фронта была срочно проложена новая железнодорожная линия, по которой восстановлено жизнеобеспечение Ленинграда.
В 1943 году по железной дороге была организована массированная переброска войск и вооружений после Сталинградской битвы на Курскую дугу. Весной 1945 года, в ходе подготовки Берлинской наступательной операции, была организована доставка на фронт в течение 20 суток 40 тысяч вагонов с воинскими грузами. Летом 1945 года осуществлена скрытная переброска на Дальний Восток по железной дороге советских войск, вступавших в войну с Японией.
Наибольший вклад в развитие железных дорог СССР внёс Борис Бещев, занимавший пост министра путей сообщения СССР бессменно в течение 29 лет — с 1948 по 1977 год. В середине 1950-х годов все паровозы СССР вместе взятые потребляли 100 млн тонн угля в год (львиная доля добывавшегося в СССР объёма). В 1951 году для повышения рентабельности работы железнодорожного транспорта была одномоментно и резко, в 2,1 раза, увеличена цена на перевозку основной номенклатуры грузов — угля. Необходимость экономии угля и перехода на более экономичные и экологичные виды топлива стали причинами осуществления крупномасштабной реконструкции советского железнодорожного транспорта, перевода железных дорог с паровозной на тепловозную, а затем и электрическую тягу. Проведена замена устаревших рельсов Р-43 на тяжёлые Р-65 и Р-75 с железобетонными шпалами, ручные стрелки заменены на диспетчерскую электроцентрализацию, внедрены автоблокировка, маршрутизация перевозок. С 1956 года впервые в СССР началась укладка бесстыкового пути. В ходе коренной реорганизации второй половины 1950-х годов ранее существовавшие 56 железных дорог СССР преобразованы в 26 крупных магистралей. Союзная сеть железных дорог впервые начала развиваться по комплексному плану. За 30 послевоенных лет грузооборот железнодорожного транспорта в Советском Союзе вырос в 8 раз и достиг своего максимума в 1988 году.
В конце 1950-х — начале 1960-х годов ускоренными темпами в СССР осуществлялось внедрение электрической и тепловозной тяги. К 1965 году удельный вес прогрессивных видов тяги в центральных регионах страны достиг 76 %, а на паровозной тяге осталось 24 %. В 1970 году паровозная тяга на большей части магистральных линий полностью была исключена из поездной работы. Одновременно было введено сопровождение грузовых поездов кондукторами «в одно лицо». Прежде с каждым грузовым поездом следовала бригада в составе главного и старшего кондукторов и поездного вагонного мастера. Новая технология доказала, что усиленные новой тягой исправные вагоны при тщательной подготовке на пунктах технического обслуживания не требуют дополнительного ремонта в пути следования.
В 1950-х годах впервые в СССР прорабатывалась идея скоростного движения. Приказом министра Бещева от 29 мая 1957 года была разработана программа действий и определены технические меры для организации скоростного движения на Октябрьской железной дороге. В 1957 году работы перешли в практическую плоскость: была впервые в СССР достигнута скорость 134 км/ч, которую тепловоз ТЭ7-001 с грузовым поездом весом 1000 тонн развил на перегоне Покровка — Клин. В последующие годы тепловоз с грузовыми поездами весом 800—900 тонн достиг скорости 140 км/ч. В 1965 году состоялись опытные поездки фирменного поезда «Аврора», в ходе которых электровоз серии ЧС2 с составом преодолевал расстояние 650 км между Москвой и Ленинградом за 4 часа 59 минут с максимальной скоростью 160 км/ч. В 1970 году по поручению министра Бещева Конструкторское бюро авиационной техники А. С. Яковлева разработало, а Калининский вагоностроительный завод изготовил опытный экспериментальный скоростной вагон с авиационными реактивными двигателями. Спустя два года на Приднепровской дороге проведены динамические испытания состоящего из двух вагонов поезда массой 60 тонн, в ходе которых была достигнута скорость 249 км/ч. В 1970-х годах построены первые отечественные локомотивы, способные развивать скорость свыше 140 км/ч. Однако в итоге правительство СССР с учётом политической подоплёки (необходимости поддерживать экономику союзников по социалистическому лагерю) сделало выбор в пользу скоростных электровозов, произведённых в Чехословакии. Они и вели самые быстрые в СССР поезда между Москвой и Ленинградом, на некоторых участках экспрессы развивали скорость 160 км/ч. В 1984 году поезд ЭР200 преодолевал путь между Москвой и Ленинградом за 4 часа 30 минут; минимальное время в пути графикового поезда Сапсан с пассажирами в 2017 году составляет 3 ч 30 мин с максимальной скоростью на небольшом участке 250 км/ч. В ходе опытно-экспериментального безостановочного рейса «Сапсана» без пассажиров, с находившимися в кабине машиниста главными инженерами РЖД и МЖД В. Гапановичем и С. Вязанкиным в 2013 году была достигнута скорость на большей части маршрута 250 км/ч, а весь маршрут был преодолён за 3 часа без резерва времени. Минимальное время в пути между Москвой и Брестом (1100 км), достигнутое с этими же главными инженерами в кабине электровоза ЭП20 с экспериментальным поездом Talgo 250, составило 9 часов.
В 1988 году, при министре МПС СССР Н. С. Конареве, на пике подъёма советской железнодорожной отрасли, по стальным магистралям СССР курсировало около 1 млн 100 тыс. грузовых вагонов. В тот год был перевезён, по свидетельству министра МПС РФ Геннадия Фадеева, исторически рекордный объём грузов — 4 млрд 100 млн тонн. Такие объёмы грузоперевозок в три раза превосходят аналогичный показатель в России на 2018 год, на сети которой находится более 1 млн грузовых вагонов. Управление грузоперевозками в СССР осуществлялось балансовым методом.

### Постсоветский период

#### До образования ОАО «РЖД»
Правопреемником МПС СССР в части железнодорожной сети, находящейся на территории России, стало Министерство путей сообщения РФ. Распад СССР, деградация экономики непосредственным образом сказались на железных дорогах России. В 1990-е годы практически не строилось новых железных дорог, ухудшилось состояние вокзалов, пригородных поездов и поездов дальнего следования. Осознавая социальное значение убыточных пассажирских перевозок, МПС субсидировало их за счёт грузовых. В то же время, в конце 1990-х и в начале 2000-х годов, на волне роста благосостояния населения МПС предприняло меры по повышению доходов от пассажирских перевозок: был усилен контроль за безбилетным проездом (ограждение перронов, установка турникетов), запущены пригородные поезда-экспрессы повышенной комфортности, начаты перевозки аэроэкспрессами в аэропорты.
В эти годы МПС осуществляло также вложения в непрофильные проекты, такие как создание альтернативного оператора дальней связи «Транстелеком» (вдоль Транссиба были проложены оптические линии связи), поддержка футбольного клуба «Локомотив», в том числе строительство нового стадиона на северо-востоке Москвы.
В 2001 году Правительством РФ была утверждена Программа структурной реформы на железнодорожном транспорте до 2010 года, предусматривавшая на первом этапе (2001—2002) проведение работ по разграничению видов деятельности и преобразование МПС в ОАО «РЖД», на втором этапе (2003—2005) — создание АО на базе самостоятельных видов деятельности, рост конкуренции в грузовых перевозках, сокращение перекрёстного субсидирования пассажирских перевозок, на третьем (2006—2010) — переход большей (60 %) части грузового парка в частную собственность, развитие частной собственности на магистральные локомотивы, развитие конкуренции на рынке грузовых перевозок, продажа акций АО, осуществляющих ремонт и обслуживание, частным собственникам, создание Федеральной пассажирской компании, создание совместно с субъектами РФ пригородных пассажирских компаний и их вывод на безубыточную деятельность.
В 1987—1994 гг. по железным дорогам России курсировал Боевой железнодорожный ракетный комплекс (БЖРК) — высокоэффективное «оружие возмездия» подвижного базирования РВСН. Каждый состав БЖРК принимал ракетный полк. В поезде, заступившем на боевое дежурство, находилось более 70 военнослужащих, включая несколько десятков офицеров. В кабинах локомотивов, на местах машинистов и их помощников находились только военные — офицеры и прапорщики.
В 1992—1999 гг. в России было построено 218 км новых железнодорожных линий и электрифицировано 1962 км железных дорог.
В начале 2000-х годов, на закате эры МПС РФ, управляемость и администрирование железнодорожного хозяйства были потеряны, в 2002 год отрасль входила с гигантской налоговой задолженностью в федеральный и региональные бюджеты. На фоне паралича государственного управления ряд крупных частных сырьедобывающих компаний в больших объёмах, за бюджетные средства, но без постановлений федерального правительства, вели неплановое, на новых материалах, строительство железнодорожных подходов к перспективным угольным и железорудным месторождениям. На железных дорогах России сохранялись значительные объёмы незавершённого строительства, целью которого было усиление пропускных и провозных способностей грузонапряжённых направлений. Заработная плата железнодорожников России была намного ниже, чем в промышленности, вследствие этого с железных дорог наблюдался отток высококвалифицированных инженерных кадров. Первый рентабельный финансовый план, включавший господдержку убыточных пассажирских перевозок, был сформирован на 2003 год. Была проведена подготовка, в том числе кадровая, к отделению функций государственного регулирования от функций хозяйственной деятельности.
В 2000—2008 годах было построено 899 км новых железнодорожных линий и электрифицировано 3083 км железных дорог. Расширяется объём грузов, перевозимых через территорию Финляндии и её порты (чему способствует одинаковая ширина колеи), для этого строится железная дорога Кочкома — Ледмозеро и далее к железным дорогам Финляндии.

#### После образования «РЖД»
В конце 2003 года, в рамках программы по разделению регулирующих и хозяйствующих функций МПС РФ, большинство основных активов последнего были переданы во вновь созданное ОАО «Российские железные дороги» («РЖД»). Само МПС, просуществовав ещё непродолжительное время, было упразднено, а оставшийся персонал частично перешёл в Министерство транспорта РФ.
В 2005 году было создано Федеральное агентство железнодорожного транспорта (Росжелдор), которое занялось вопросами регулирования. ОАО «РЖД», принадлежащее на 100 % Российской Федерации, и его дочерние общества до 2010 года являлись основными железнодорожными операторами России. Прочие перевозчики имели практически незаметную долю рынка, несущественную (по сравнению с РЖД) сеть дорог (в ряде случаев — изолированную от сети железных дорог России) или вовсе не имели своей инфраструктуры (а только собственный парк вагонов). В 2010 году проведена реформа вагонного хозяйства, в результате которой возникло около 100 фактически действующих (номинально около 1800) операторов подвижного состава и 3 крупных вагоноремонтных компании (ВРК-1, ВРК-2, ВРК-3) с филиальной сетью по всей России.
В 2003—2006 годах, когда начала действовать инвестиционная программа правительства, были завершены работы по Северомуйскому тоннелю и открыто движение на всём протяжении БАМа; начата «перешивка» узкой колеи на широкую на острове Сахалин. Значительная часть стратегических линий в эти годы была электрифицирована. Проведена укладка второго пути от станции Карымская до станции Забайкальская и осуществлена полная электрификация хода на Китай; завершена электрификация Транссиба, ускорена электрификация северного хода от станции Волховстрой I через всю Карелию до Кольского полуострова; завершена электрификация участка от станции Старый Оскол до станции Валуйки. В Санкт-Петербурге введён в строй новый международный вокзал Ладожский с полноценным путевым развитием. Начиная с 2003 года, существенно увеличились объёмы железнодорожных перевозок и их качество.
В начале XXI века запущены системы электронных билетов (50 % их в 2017 году приобретается через Интернет) и несколько новых пассажирских проектов: скоростное движение на поездах «Сапсан», «Стриж», «Ласточка», аэроэкспрессы, городские электрички и использование на малодеятельных линиях облегчённого дизельного подвижного состава — рельсовых автобусов. В 2016 году осуществлён проект первой в мире внутригородской кольцевой пассажирской магистрали Московское центральное кольцо, а в 2019 году — первый в России полноценный аналог S-Bahn: Московские центральные диаметры. Ведётся разработка проекта первой в России высокоскоростной магистрали ВСМ Москва — Санкт-Петербург, начато строительство Северного широтного хода.
В 2008 году Правительство РФ утвердило Стратегию развития железнодорожного транспорта РФ до 2030 года, в которой описан комплекс мероприятий по строительству и модернизации железных дорог, модернизации и введению новых стандартов подвижного состава, инфраструктуры дорог. Программа разбита на два этапа: 2008—2015 (1-й этап) и 2016—2030 (2-й этап) и содержит два сценария развития: минимальный (ориентированный на ресурсно-сырьевое развитие России) и максимальный (инновационное развитие). Стратегия, в частности, предусматривает строительство 5,1 тыс. км дорог на 1-м этапе и от 10,8 до 15,5 тыс. км (в зависимости от сценария) — на втором этапе. Так, до 2020 года должны быть завершены участки Полуночное — Обская — Салехард (856 км), Прохоровка — Журавка — Батайск (748 км), Кызыл — Курагино (460 км), Томмот — Якутск (включая участок на левом берегу Лены) (450 + 105 км), Нарын-1 — Лугокан (375 км), Паюта — Бованенково (331 км), Обская — Салехард — Надым — Пангоды (~530 км).
На последней в текущий момент вместо железнодорожной трассы на данном участке проложена трасса автомобильная.
В случае выполнения Стратегии общая протяжённость эксплуатационной длины железных дорог России достигнет к 2030 величины 145—150 тыс. км. В Стратегии подчёркивается роль железных дорог в рамках задач укрепления экономического суверенитета, национальной безопасности и обороноспособности страны, снижения совокупных транспортных издержек экономики. Железнодорожный транспорт оказался единственным, для которого написана и утверждена отдельная Стратегия, которая действует наряду с утверждённой в 2008 году Транспортной стратегией РФ до 2030 года.
В начале 2011 года Правительство РФ продлило реформу железнодорожного транспорта до 2015 года. К этому времени, как ожидалось, произойдёт консолидация рынка грузовых перевозок в руках 3-4 крупнейших перевозчиков примерно с равной долей рынка. Кроме того, услуги локомотивной тяги планировалось частично передать рыночным игрокам локального уровня (локальным перевозчикам), которые, как предполагалось, стали бы заниматься перевозками на отдельных участках сети железных дорог, в том числе конкурируя с РЖД. Кроме того, планировался перевод отношений между государством и РЖД на «сетевой контракт». Целевая модель рынка грузовых железнодорожных перевозок, представленная в 2011 году Минтрансом РФ Правительству, была разработана РЖД совместно с компанией McKinsey. К 2017 году стало ясно, что эти цели далеки от осуществления, остаются долгосрочной перспективой. Полезность части их подвергалась сомнению: так, начальник Московской дирекции управления движением Сергей Кобзев в июне 2015 года в аналитическом докладе отмечал, что «идея с допуском локальных перевозчиков на инфраструктуру РЖД в качестве средства развития конкуренции по примеру частных теплоходов и самолётов не нова, однако нигде и никогда не были доказаны её преимущества и польза для интересов государства и отрасли».
Железнодорожный сегмент Федерального закона «О транспортной безопасности» и типовое положение о региональных центрах безопасности на сети РЖД вызвали в 2017 году критический анализ специалистов и юристов.
В 2018 году железные дороги России вышли на исторически максимальный показатель грузооборота. Вместе с тем, около 10 тыс. км пути, по свидетельству Олега Белозёрова в 2019 году, функционирует в режиме жёсткой перегрузки, и требуется срочная модернизация.

## Хронология развития
| Рост протяжённости железных дорог | Рост протяжённости железных дорог |
| Год                               | км                                |
| --------------------------------- | --------------------------------- |
| 1880                              | 23 000                            |
| 1900                              | 51 000                            |
| 1913                              | 71 300                            |
| 1917                              | 73 800                            |

### Железнодорожная сеть
1778 год — Чугунный колесопровод
1834 год — Нижнетагильская промышленная железная дорога Черепановых (3,5 км);
1837 год — Царскосельская железная дорога (27 км);
1843 год — Инкерманская железная дорога (около одного км);
1848 год — Варшаво-Венская железная дорога (749 вёрст — 799 км);
1851 год — Николаевская железная дорога (604 версты — 644 км);
1855 год — Балаклавская железная дорога (около 23 км);
1862 год — Петербурго-Варшавская железная дорога (1046 вёрст — 1116 км)
1862 год — Московско-Нижегородская железная дорога (410 вёрст — 437 км)
1868 год — Московско-Курская железная дорога (543 км)
1870 год — Ярославская железная дорога
1878 год — Уральская горнозаводская железная дорога (к 1880—715 км);
1884 год — Екатерининская (Криворог(ж)ская) железная дорога (к 1884—523 км);
1890 год — Самаро-Златоустовская железная дорога (1888 год — Самаро-Уфимская, к 1893 около 1500 км);
1898 год — Пермь-Котласская железная дорога;
1900 год — Уссурийская железная дорога (964 км);
1900 год — линия Москва — Савёлово
1903 год — Китайско-Восточная железная дорога (Маньчжурская, Китайская Чанчуньская, Харбинская);
1905 год — Забайкальская железная дорога; Кругобайкальская железная дорога; Петербурго-Вологодская железная дорога
1906 год — Богословская железная дорога; Ташкентская железная дорога;
1908 год — Московская окружная железная дорога
1914 год — Олонецкая железная дорога (291 км)
1915 год — Алтайская железная дорога;
1916 год — Амурская железная дорога; Волго-Бугульминская железная дорога; Западно-Уральская железная дорога; Московско-Казанская железная дорога; Мурманская железная дорога; Северо-Восточная Уральская железная дорога; Транссибирская магистраль (историческая часть);
1925 год — линия Павловский Посад — Электропередача
1926 год — Ачинско-Минусинская железная дорога;
1930 год — Туркестано-Сибирская магистраль;
1936 — 1937 годы — Норильская железная дорога
1940 год — Канаш — Чебоксары
1944 год — Большое кольцо Московской железной дороги
1969 год — линия Вербилки — Дубна
1978 год — Ростов-на-Дону — Краснодар — Туапсе; Юровский — Анапа
1989 год — Байкало-Амурская магистраль;
1997 год — Кизляр — Карлан-Юрт.
2002 год — Чиньяворык — Тиман (первая в России коммерческая железнодорожная линия)
2010 год — Обская — Бованенково — Карская
2013 год — Адлер — Роза Хутор, Амуро-Якутская железнодорожная магистраль.
2017 год — Железнодорожная линия в обход Украины, Линия Лосево — Каменногорск
2019 год — Крымский мост (железнодорожная часть, Багерово — Вышестеблиевская).
2020—2022 годы — железнодорожная линия от Комсомольска-на-Амуре до острова Сахалин (мост на Сахалин) с начальной и конечной точками маршрута Селихин — Ныш (проект).
2022—2026 годы — ВСМ Москва — Санкт-Петербург (проект)
2023 год — Северный широтный ход (строительство)
2025 год — ВСМ Челябинск — Екатеринбург (проект)
2024—2030 годы — грузовые обходы Санкт-Петербурга (Орехово — Павлово и Владимирская — Бронка)
2030 год — Магаданская магистраль (Нижний Бестях — Мома — Магадан) (проект).

### Проекты пассажирской инфраструктуры
с 2016 год — Московское центральное кольцо
2019—2025 годы — Московские центральные диаметры
2024—2030 годы — городская электричка в Санкт-Петербурге (линии Белоостров — Ораниенбаум и Токсово — Гатчина)

## Технические стандарты
В России в качестве основного стандарта ширины железнодорожной колеи принята ширина 1520 мм.
На острове Сахалин в силу исторических причин ширина колеи составляет 1067 мм. В 2003 году начат проект по переустройству сахалинской островной магистрали на общесетевой стандарт колеи 1520 мм с заменой искусственных сооружений 1905—1945 гг. постройки; к 2019 году широкая колея была проложена на всём протяжении 806 км главного хода Сахалинской магистрали, построено 70 мостов.
Стандартная длина рельсов — 12,5 и 25 метров. Распространение получили также бесстыковые («бархатные») пути, расстояние между стыками на которых существенно превышает стандарт. В связи с развитием в России высокоскоростного и скоростного движения протяжённость «бархатных» путей будет увеличиваться.
На перегонах с двумя главными путями, как правило, используется правостороннее движение. Единственным исключением является участок Москва-Турлатово Рязанского направления Московской железной дороги, что объясняется историей его проектирования и строительства (для выполнения работ были привлечены английские инженеры).
Электропитание (на электрифицированных дорогах) производится через контактную сеть, в которой используется постоянный электрический ток номинальным напряжением 3 кВ или переменный однофазный ток промышленной частоты 50 Гц номинальным напряжением 25 кВ. На железных дорогах промышленных линий также используется постоянный электрический ток номинальным напряжением 1,5 кВ или переменный однофазный ток промышленной частоты 50 Гц номинальным напряжением 10 кВ.
В зависимости от значения в общей сети железных дорог, а также характера, размеров и темпов роста перевозок, железнодорожные линии разделяются по нормам проектирования на шесть категорий.

## Экономические показатели
Показатели железнодорожного транспорта общего пользования РСФСР и РФ:
|                                          | 1970 | 1980 | 1990 | 1995 | 2000 | 2005 | 2010 | 2015 | 2018 | 2019 |
| ---------------------------------------- | ---- | ---- | ---- | ---- | ---- | ---- | ---- | ---- | ---- | ---- |
| Длина путей общего пользования тыс. км   | 78   | 83   | 87   | 87   | 86   | 85   | 86   | 86   | 87   | —    |
| Из них электрифицированных тыс. км       | 24   | 31   | 37   | 39   | 41   | 43   | 43   | 43   | 44   | —    |
| Длина путей необщего пользования тыс. км | 58   | 66   | 73   | 64   | 53   | …    | 38   | 32   | 35   | —    |
| Перевезено грузов млрд т                 | 1,65 | 2,05 | 2,14 | 1,03 | 1,05 | 1,27 | 1,31 | 1,33 | 1,41 | —    |
| Грузооборот трлн т × км                  | 1,67 | 2,32 | 2,52 | 1,21 | 1,37 | 1,86 | 2,01 | 2,31 | 2,60 | 2,60 |
| Перевезено пассажиров млрд               | 2,50 | 2,97 | 3,14 | 1,83 | 1,42 | 1,34 | 0,95 | 1,02 | 1,16 | —    |
| Пассажирооборот млрд пассажиро-км        | 191  | 227  | 274  | 192  | 167  | 172  | 139  | 121  | 130  | —    |

## Реформа железнодорожной отрасли в начале XXI века
«…Пробежала за забором электричка, весело присвистнула, звонко проколотили колёса. Мне нравится шум поезда, его гудок. Что Россия без железных дорог?! Великое пространство России немыслимо без них – главных артерий жизни в большой стране».
В середине 1990-х годов рентабельность железнодорожных перевозок МПС упала до отрицательных значений, бюрократизация самого министерства подвергалась публичной критике, что стало поводом для реформ. Корпоративный бюджет МПС, нерациональность расходования средств вызывали удивление даже у министра Геннадия Фадеева, который в январе 2002 года в печати признал: «У нас есть структуры надуманные, с высочайшими зарплатами». Первая концепция реформы («Концепция структурной реформы федерального железнодорожного транспорта») была сформулирована самим министерством в 1998 году и была раскритикована: она предусматривала создание акционерного общества «РЖД» под эгидой министерства и не обещала разгосударствление отрасли. В итоге программа реформирования железнодорожного хозяйства страны разрабатывалась с привлечением частных консультантов. Попутно Счётной палатой и Генпрокуратурой России были проведены масштабные проверки, выявившие серьёзные нарушения в деятельности министерства, итогом которых стало уголовное дело в отношении министра путей сообщения Николая Аксёненко и его последующая отставка.
Вскоре после вступления в должность президента страны Владимир Путин одобрил идею реформы железнодорожного транспорта, согласно которой все хозяйственные функции на железной дороге должны быть переданы акционерному обществу со 100%-м участием государства.
В апреле 2003 г. в структуре МПС России было создано федеральное государственное предприятие «Ведомственная охрана Министерства путей сообщения Российской Федерации» (ФГП ВО МПС России), а на железных дорогах вместо служб ведомственной охраны — 17 филиалов указанного предприятия. Предприятие не финансировалось из Федерального бюджета Российской Федерации, оказывая услуги на договорной основе. В июне 2003 г. ФГП ВО МПС России была передана часть имущества железных дорог.
В сентябре 2003 года было создано ОАО «РЖД». Новая компания получила свыше 95 % активов, относившихся к министерству путей сообщения. Предполагалось, что до 2010 года грузовые и пассажирские перевозки должны быть разделены (попутно должно было исчезнуть перекрёстное субсидирование этих направлений деятельности), большая часть этих рынков должна достаться частным игрокам, а в руках государственной монополии — ОАО «РЖД» — в итоге должны были остаться лишь железнодорожные пути, сопутствующая инфраструктура и тяга.

### Проблемы грузовых перевозок
«В понимании широкой общественности БАМ и Транссиб, очевидно, представляют собой мощные двухпутные электрифицированные дороги, хотя на самом деле это две тоненькие транспортные ниточки, часто одноколейные, с большим количеством лимитирующих участков. Поэтому развивать их просто необходимо. БАМ нужно развивать под тяжёлые поезда и под относительно небольшую скорость. А Транссиб – под скоростные перевозки, где бы с высокой скоростью шли контейнерные и пассажирские поезда… Инвестиции в железнодорожный транспорт имеют самый высокий мультипликатор.
По железным дорогам России перевозится 34 номенклатуры грузов. Основная номенклатура, которая даёт ежегодный прирост погрузки и забирает львиную долю полувагонов, это кузбасский уголь. В 2019 году уголь составляет 44 % грузооборота по железным дорогам России и приносит 20 % всего их дохода от грузоперевозок. В абсолютных значениях погрузка угля в 2019 году в России составила 372 млн тонн из общего объёма погрузки 1278,1 млн тонн. При этом компания РЖД из-за дефицита пропускных способностей на Восточном полигоне (БАМ и Транссиб) согласовала не более 50 % заявок на отправку угля в восточном направлении к тихоокеанским портам и пограничным переходам.
В 2014 году железные дороги России перевезли 90 % всего произведённого в стране угля, 70 % бензина, 74 % дизельного топлива, 47 % цемента. Годовой объём закупок для железной дороги у российских предприятий в 2014 году составил 904,9 млрд руб. Главными поставщиками для нужд самой железной дороги являются предприятия чёрной металлургии, топливно-энергетического комплекса, машиностроительные заводы, производители разных типов готовой продукции и оборудования. Всего по состоянию на 2015 год на железную дорогу работают 19 отраслей российской экономики.
К 2010 году в частные руки ушла лишь четверть рынка грузоперевозок (их доля на 2010 год оценивалась в 10 млрд долларов), причём она формировалась за счёт «вагонной составляющей» грузового тарифа, оцениваемой в 15 % общей ставки. Плата за инфраструктуру и локомотивную тягу собирается ОАО «РЖД», приватизация этих хозяйств в обозримой перспективе не планируется. Коренное разгосударствление российской железнодорожной отрасли — раздел рынка вагонов для грузоперевозок произошло 28 октября 2011 года, когда в результате крупнейшей в истории России приватизационной сделки 75 процентов акций ОАО «Первая грузовая компания», принадлежащих ОАО «РЖД», были с большим дисконтом проданы на аукционе фирме мультимиллиардера Владимира Лисина ООО «Независимая транспортная компания». Таким образом, частный владелец вагонного парка в качестве самого мощного в РФ оператора подвижного состава стал контролировать четверть рынка грузовых перевозок по железной дороге.
Одним из главных результатов реформы стало создание конкурентного рынка оперирования грузовыми вагонами. Предоставление операторами подвижного состава вагонов под грузоперевозки стало осуществляться на условиях договорных цен. При этом практика обнаружила незаинтересованность операторов в предоставлении грузоотправителям вагонов под перевозки низкостоимостных грузов и мелких партий грузов. Это вызвало проблемы с логистикой и напряжённость на сети РЖД, начиная со второй половины 2011 года (коллапс с перевозками угля из Кузбасса) и многочисленные жалобы грузоотправителей. Для недопущения кризиса в 2012 году компания сформировала под своим управлением привлечённый парк из около 106 тыс. полувагонов. Это дало возможность на время снять проблему дефицита подвижного состава на рынке грузоперевозок и смягчить ситуацию со средними и мелкими грузовладельцами.
В 2011 году в России было более 1 млн грузовых вагонов и 1800 операторов подвижного состава; многие из них — номинальные, крупных и средних компаний-вагоновладельцев, работающих в федеральном масштабе, сложилось в пределах 100. Однако из-за неясностей в нормативных документах, регламентирующих движение частного парка грузовых вагонов, происходила дезорганизация в диспетчеризации грузоперевозок. К 2017 году в России всё ещё отсутствовала единая система, регулирующая движение по сети порожних вагонов. Процент сдвоенных операций (когда разгруженный вагон в этом же месте загружается не дольше трёх суток) в России незначительный — 30-50 %. Типичными и распространёнными являются случаи «враждебности» вагонопотоков, когда партия порожних вагонов одного оператора уходит из региона, а в это же время встречная партия аналогичных порожних вагонов другого оператора, напротив, прибывает в этот же регион. В результате получается, что вагон «крутит оборот», а не делает полезную работу. При этом собственник вагонов сам определяет маршруты их движения, не принимая во внимание реальные возможности инфраструктуры РЖД. В результате возникают пробки на станциях, вагоны стоят без движения от 5 до 20 суток. Между тем, сокращение оборота парка на сети РЖД только на одни сутки эквивалентно высвобождению 57 тыс. вагонов.
Погрузка и разгрузка являются самыми затратными операциями в структуре перевозочного процесса. На коротких расстояниях они имеют весьма большой удельный вес, вследствие чего представляют интерес прежде всего для частных (локальных) перевозчиков с собственным парком вагонов и локомотивов. Для ОАО «РЖД» выгодны перевозки на большие расстояния, исчисляемые тысячами километров, где доля стартовых и финальных операций с грузами невелика. Значительная часть простоев под выгрузкой/загрузкой более нормативных трёх суток возникает по вине грузовладельцев (в особенности грузополучателей, у которых нет прямого договора с перевозчиком и финансовые рычаги воздействия на которых отсутствуют). По действующим нормативам крытый вагон должен грузиться за 2 ч 15 мин, полувагон — меньше часа. Однако на практике вагоны часто превращаются в «склады на колёсах»: четверо суток бесплатно и бесполезно стоят на путях грузовладельцев, а лишь на пятые сутки те, опасаясь штрафа, начинают погрузо-разгрузочные операции. Распространёнными были ситуации, когда и пути общего пользования превращались в бесплатные «парковочные места», на которых порожний вагон мог находиться неопределённо долгое время в ожидании погрузки. К 2019 году аналитически установлено, что вагон перевозит груз в среднем около 30 % времени, а остальные 70 % подвижной состав находится в простоях и не зарабатывает деньги. Таким образом производственный цикл вагона в России устроен неэффективно и имеет большой потенциал роста.
Ряд экспертов утверждал, что либерализация «вагонного» рынка — чуть ли не единственный существенный результат реформы. Вместе с тем отмечалось, что итогом приватизации грузового вагонного парка стал резкий рост простоя вагонов (в три раза) и пробега порожних вагонов. К 2013 году общее число грузовых вагонов российской принадлежности на сети РЖД достигло более 1 млн 170 тыс. единиц, из них, по данным РЖД на конец 2014 года, избыточный парк — 238 тыс. вагонов. В 2014 году финансовые потери из-за избытка вагонов на сети оценивались компанией РЖД в 14 млрд рублей. Большая часть грузового вагонного парка находилась в руках частных операторов. Однако наличие избыточного парка и значительного числа собственников грузовых вагонов, у каждого из которых собственное представление, куда и как должен двигаться вагон, породило проблемы технологической координации грузоперевозок в масштабах страны. В ноябре 2013 года вице-президент ОАО «РЖД» Салман Бабаев предложил вернуться к поиску моделей консолидации парка вагонов, мотивируя тем, что неконтролируемый рост числа невостребованных вагонов снижает пропускные и провозные способности инфраструктуры и не обеспечивает потребности национальной экономики в грузоперевозках. Для избыточных вагонов необходимо строительство около 3000 км дополнительных путей на станциях, и в этом случае государству следует произвести миллиардные затраты на увеличение ёмкости железнодорожной инфраструктуры.
С декабря 2014 года в России разрешены перевозки контейнеров исключительно на фитинговых платформах, оборудованных специализированными узлами для крепления крупнотоннажных контейнеров и запрещены их перевозки в полувагонах по причине того, что способы размещения и крепления груза в полувагонах не обеспечивают сохранность полувагонов и контейнеров. Вследствие этой протекционистской меры к 2020 году в России образовался сильный переизбыток полувагонов, который достиг 20% доли — 100 тыс. из общего их числа более 500 тыс. На фоне дисбаланса возникла необходимость вновь вовлечь полувагоны в перевозку крупнотоннажных контейнеров — с целью сократить число порожних вагонов и увеличить погрузку на сети РЖД (упавшую к лету 2020 года из-за кризиса с коронавирусом).
К началу 2015 года число новых приватных грузовых вагонов продолжало увеличиваться, на сети железных дорог их было уже более 1 млн 220 тыс. единиц. Из них около 232 тыс. вагонов, или 20 %, составлял избыточный парк, что в условиях дефицита ёмкости инфраструктуры негативно влияло на работу железнодорожного транспорта. В феврале 2015 года общее среднесуточное наличие порожних вагонов различной собственности на Московской железной дороге составляло 56,2 тыс. вагонов, или 74 % от общего рабочего парка вагонов. Похожая ситуация глобально складывалась и на сети. Несоответствие размеров вагонного парка и ёмкости железнодорожной инфраструктуры привело к сокращению резерва пропускной способности железной дороги, возрастанию потребности в тяговых и энергетических ресурсах. По этим причинам ухудшились качественные показатели перевозочного процесса, увеличились непроизводительные затраты, упала надёжность доставки грузов и порожних вагонов. Начальник Московской магистрали Владимир Молдавер полагал, что «происходило это прежде всего потому, что владельцы вагонов, руководствуясь лишь своими коммерческими интересами, бессистемно размещали порожние вагоны на инфраструктуре общего пользования — и не несли за это никакой финансовой ответственности».
Негативным следствием переизбытка вагонов, помимо закупорки сети и образования вагонных «тромбов», стало и обвальное сокращение спроса на продукцию российских вагоностроительных предприятий. В 2015 году совокупный выпуск грузовых вагонов в России снизился в 2 раза по сравнению с 2014 годом и составил всего 27 тысяч штук. Требовались неотложные меры, и они были приняты в форме новаций в законодательстве.
С 1 апреля 2015 года начали действовать новые положения Федерального закона о железнодорожном транспорте (№ 503-ФЗ). Впервые в истории железнодорожного транспорта в РФ был закреплён принцип платности занятия сетевой инфраструктуры общего пользования сверх нормативного времени. Были впервые определены понятие «оператор железнодорожного подвижного состава»; порядок использования услуг инфраструктуры общего пользования железнодорожной сети; усилена ответственность пользователей услугами железнодорожного транспорта за обеспечение своевременной уборки с путей РЖД порожних вагонов после выгрузки; установлен порядок определения просрочки в доставке груза. Тем не менее на практике закон, на который возлагались большие надежды, забуксовал — отчасти из-за заложенной в нём «лазейки» о бесплатности простоя не более 3 суток порожних вагонов в местах общего пользования после их разгрузки (если более — плата взимается в пятикратном размере). К 2017 году не сформировалась эффективная система взаимной ответственности между операторами подвижного состава, грузоотправителем и грузополучателем. Существенного стимулирующего влияния на чёткое обеспечение грузоотправителей грузовыми вагонами закон не оказал, а проблемы перевозок низкодоходных грузов и мелких партий грузов остаются по-прежнему актуальными: операторы стараются уклониться от дешёвых перевозок своим парком.
Спрос грузоотправителей на подвижной состав обычно ежегодно полностью удовлетворяется в «холодный» сезон с ноября по март, когда объём грузоперевозок снижается (по причине того, что завершён строительный период, уже вывезен урожай, при минусовых температурах возникают трудности с перевозкой сыпучих грузов из-за их смерзаемости и проблем с разгрузкой). Зимние перевозки обходятся клиентам намного дешевле, чем летние, так как объём их падает, и все грузовые компании на зиму снижают тарифы. В тёплый сезон спрос и предложение на грузовые вагоны разбалансированы. Особенно резкий, опасный для интересов государства дисбаланс с обеспечением вагонами возникает из года в год в период уборочной страды с августа по октябрь и резкого увеличения в это время потребности на перевозки сельскохозяйственной продукции. Это вызывает рост тарифов на перевозки, делая невыгодным, в частности, экспорт зерна. Рентабельность экспорта пшеницы урожая 2016 года по железной дороге с учётом возврата НДС колебалась вокруг нулевой отметки. В 2017 году, когда урожай зерновых достиг рекордных 137 млн тонн, ежемесячные перевозки зерновой продукции выросли до 2,7 млн тонн. Дефицит подвижного состава усугубился крайне высокими тарифами на перевозку зерновых и других видов сельскохозяйственной продукции (аренда вагонов-зерновозов за 2 года выросла с 350 до 1600 руб/сутки). Что, как отметил 13 октября 2017 года на совещании в Воронеже президент РФ Владимир Путин, негативно влияет на рентабельность аграрного сектора, ставит под угрозу срыва внутренние и экспортные продовольственные контракты.
С января 2016 года в России в целях безопасности перевозок запретили продлевать срок службы старых грузовых вагонов — поскольку причиной десятков ежегодных крушений и сходов подвижного состава были изломы боковых рам вагонных тележек, литьё которых выработало свой ресурс. В результате запрета в 2016 году было списано 115 тыс. полувагонов (ещё 100 тыс. в 2015 году), а закуплено 58 тыс., вследствие чего на сети РЖД образовался дефицит полувагонов, что повлекло отказы в удовлетворении части заявок на грузоперевозки в различных отраслях, в том числе для оборонно-промышленного комплекса, сырьевого и аграрного секторов. Осенью 2017 года дефицит полувагонов на сети достиг 55 тыс. штук, при этом он усилился за счёт экстренного выкупа угольными компаниями под выгодные экспортные контракты из Кузбасса в порты на Балтике и Дальнем Востоке инновационных полувагонов «целиком», с учётом их простоя и порожнего пробега, из-за чего низкодоходные грузы (зерно,
щебень, техническая соль, подсолнечный шрот) не получили потребное число полувагонов. 13 октября 2017 года президент Путин, обсуждая растущие год от года урожаи зерновых, указал на необходимость государственного субсидирования слишком высоких тарифов на железнодорожные грузоперевозки в жизненно важных отраслях и дополнительного приобретения вагонов-зерновозов крупнейшими грузовыми компаниями, работающими в федеральном масштабе. Дефицит вагонов-зерновозов по состоянию на начало 2018 года оценивался в 20—25 % или 7000 штук, вследствие чего с мая 2018 года зерновые в РФ начали активно перевозиться в полувагонах маршрутами грузовых экспрессов. Перевозка зерна на железных дорогах России достигла в 2017 году исторического максимума 22,1 млн тонн, что составило более 16 % от всего собранного в стране урожая (137 млн тонн).
16 октября 2017 года президент России дал распоряжение правительству разработать предложения по установлению долгосрочных тарифов на железнодорожные грузоперевозки.
С 2015 года под эгидой РЖД действует Электронная торговая площадка (ЭТП), где грузовладельцы могут оставить заявку на перевозку, а операторы подвижного состава — ознакомиться с имеющимся спросом на перевозки. Информация ЭТП не обязывает к выполнению перевозки, и, ввиду объективного дефицита вагонов, заявки могут долго оставаться без удовлетворения. ЭТП отражает состояние спроса на рынке грузоперевозок и фиксирует общие тенденции его развития. 90 % вагонного парка на площадку предоставляет дочерняя структура РЖД — Федеральная грузовая компания.
Невысокое качество услуг в сфере грузовых перевозок отмечал в августе 2017 года генеральный директор Института исследования проблем железнодорожного транспорта Павел Иванкин. Эксперт критиковал индивидуализированную коммерческую политику, которую в собственных интересах проводит операторское сообщество, оставляя для ОАО «РЖД» низкодоходные и малоэффективные грузы и направления перевозок. В октябре 2017 года губернатор Санкт-Петербурга Георгий Полтавченко докладывал в Правительство России о проблемах на мукомольных и хлебопекарных предприятиях северной столицы из-за дефицита вагонов для транспортировки зерна.
В 2018 году драйверами роста на рынке грузоперевозок стали полувагоны и платформы. Было построено около 40 тыс. полувагонов, общее их число на сети РЖД превысило 520 тыс. штук из 1,1 млн общего числа грузовых вагонов. Операторская ставка за использование полувагона достигла 1,9 тыс. рублей в сутки; к 2019 году вновь (после массового списания 2015—2017 годов) возник риск переизбытка полувагонов на сети РЖД. Наибольшая часть полувагонов, как и всегда, заказывалась под перевозки угля. Сложилась устойчивая практика, когда операторы имеют долгосрочные соглашения и сервисные контракты прежде всего с угледобывающими и металлургическими компаниями — как с клиентами, предъявляющими к перевозке наибольшие объёмы. Благодаря этому в данном сегменте сформировалась стабильная тарифная политика. Неудовлетворённый спрос и высокие ставки на полувагоны наблюдались в сегменте перевозок щебня и инертных грузов, где нестабильные взаимоотношения операторов с клиентами влекут за собой удорожание транспортных услуг.
В 2019 году погрузка в России оказалась ниже прогнозных ожиданий. Причиной этому стало снижение мировых цен на уголь и чёрные металлы, ограничения на ввоз в Россию грузов по ряду направлений в условиях нестабильной геополитической обстановки, снижение поставок щебёночной продукции от предприятий дорожно-строительного сегмента, переключение нагрузки по выработке электроэнергии с угольных теплоэлектростанций (ТЭС) на гидроэлектростанции (ГЭС). На снижение объёмов грузоперевозок оказали влияние внеплановые остановки металлургических и химических комбинатов, обострение конкуренции и снижение цен на экспортных зерновых рынках, падение спроса российских аграриев на удобрения из-за высокого уровня цен на химикаты.
В 2020 году спад погрузки в России усугубился в связи с пандемией коронавируса. Однако в 2021 году погрузка вышла на доковидный уровень с дальнейшей повышательной тенденцией.
Исследование Высшей школы экономики в 2016 году отмечало, что в сфере грузоперевозок железнодорожным транспортом в России на то время не создано устойчивой модели функционирования рынка, а появление частных операторов привело к росту, а не к снижению цен за пользование вагонами. Передав основной объём инвентарного парка грузовых вагонов РЖД самым крупным компаниям — Федеральной грузовой компании, Первой грузовой компании, Русагротрансу, государство сделало их сильнейшими игроками на рынке и создало неравные условия конкуренции. Аналитика ВШЭ приходит к выводу, что «Правительство РФ оказалось не готово к полной либерализации рынка, желая сохранить в своих руках рычаги влияния на эту сферу хозяйственной деятельности».

### Приватизация и экономическая эффективность
28 октября 2011 года была совершена крупнейшая приватизационная сделка в рамках разгосударствления российской железнодорожной отрасли — 75 процентов минус две акции ОАО «Первая грузовая компания» были проданы на аукционе за 125,5 млрд руб. (около 4 млрд долларов) структуре Владимира Лисина ООО «Независимая транспортная компания». Таким образом, Лисин в качестве крупнейшего в РФ оператора подвижного состава стал контролировать четверть рынка грузовых перевозок по железной дороге. Высказывались мнения, что сумма данной сделки сильно занижена, на торгах отсутствовала конкурентная борьба (на аукционе был сделан только один шаг, стартовая цена была превышена всего на 125 млн руб.). Фактически каждый вагон, находящийся в собственности или управлении ПГК, достался победителю торгов за 530 000 руб. (при том, что цена нового полувагона составляет около 2,2 млн руб.). Руководитель ОАО «РЖД» Владимир Якунин в интервью «Интерфаксу» заявил, что Первую грузовую можно было продать и дороже, однако в официальном пресс-релизе РЖД уточнил, что удовлетворён итогами аукциона.
16 октября 2012 года тендер по продаже оставшегося 25-процентного блокпакета акций ОАО «ПГК» выиграл её основной (а теперь и единственный) собственник, холдинг UCLH, принадлежащий В.Лисину. Блокпакет продан за 50 млрд руб, хотя, по данным прессы, АФК «Система», отстранённая от торгов в последний момент, готова была заплатить дороже, более 60 млрд руб. Аналитиками отмечались необъяснимый протекционизм и парадоксальность действий ОАО «РЖД», которое в условиях нехватки средств на развитие железнодорожной инфраструктуры продаёт привлекательный актив намного дешевле его рыночной цены.
Анализируя проблему выравнивания финансовых и налоговых условий для различных видов транспорта в РФ, аналитики обращали внимание, что пассажирский железнодорожный транспорт ОАО «РЖД» в ходе реформы оказался в менее выгодных условиях, чем федеральные автомобильные дороги, судоходные и гидротехнические сооружения, инфраструктура воздушного транспорта, которые, в отличие от железных дорог, не облагаются налогами на имущество, а с учётом скрытых бюджетных расходов получают гораздо больше государственных субсидий. В силу этого обстоятельства создаётся неадекватное представление об экономической эффективности железнодорожного транспорта.
В 2014 году железные дороги России перевезли 90 % всего произведённого в стране угля, 70 % бензина, 74 % дизельного топлива, 47 % цемента. Годовой объём закупок ОАО «РЖД» у отечественных предприятий составил 904,9 млрд руб. Главными поставщиками холдинга являются предприятия чёрной металлургии, топливно-энергетического комплекса, машиностроительные заводы, производители разных типов готовой продукции и оборудования. Всего по состоянию на 2015 год на РЖД работают 19 отраслей российской экономики, само РЖД перевозит 34 номенклатуры грузов.
Железнодорожным транспортом в России перевозится 27 % пассажиров и 45 % грузов (без учёта трубопроводного транспорта — 87 % грузов).

## Подвижной состав
В настоящее время на железных дорогах России постепенно выходят из эксплуатации локомотивы, вагоны и спецтехника, выпущенные в СССР, ГДР, ЧССР, Венгрии, Румынии. Производство новой техники сконцентрировано в крупных частных компаниях — Трансмашхолдинге, группах компаний Синара и ИСТ (ТВСЗ), а также на государственном Уралвагонзаводе. В 2009 году на маршруте Москва — Санкт-Петербург начата эксплуатация скоростных электропоездов ЭВС1/ЭВС2 «Сапсан» производства Siemens, в 2010 году были приобретены поезда Sm6 «Аллегро» другого иностранного производителя — Alstom — для эксплуатации на маршруте Санкт-Петербург — Хельсинки. С 2011 года РЖД в значительном количестве приобрело в Германии двухсистемные пригородные электропоезда ЭС1 линейки Siemens Desiro, которые в России стали называться «Ласточка». Затем в Верхней Пышме «Группой Синара» налажено совместное с Siemens Desiro производство адаптированной для России модели этих поездов в варианте постоянного тока, получившего обозначение серии ЭС2Г, преимущественно с целью поставки и эксплуатации с 2016 года на Московском центральном кольце.
По состоянию на 2017 год, примерная стоимость новых электровоза и тепловоза колебалась в диапазоне 130—150 млн рублей. Новый пассажирский вагон поезда дальнего следования производства Тверского вагоностроительного завода стоит 47 млн рублей, вагон электропоезда «Ласточка» российской сборки 174 млн рублей, инновационный грузовой полувагон 2,25 млн рублей (с перспективой возрастания к 2018 году до 3,2 млн рублей), крытый грузовой магистральный вагон объёмом кузова 158 кубометров — 3,7 млн рублей, вагон-зерновоз — 2,3 млн рублей. Для сравнения — стоимость нового вагона метро «Москва» 65 млн рублей.
В 2019 году по железным дорогам России курсировали около 1,1 млн грузовых вагонов. Жизненный цикл грузового вагона в России составляет более 30 лет, окупаемость вагонов требует более 10 лет эксплуатации. Мощности российских предприятий позволяют выпускать в год около 1,2 млн цельнокатаных колёс. В 2019 году произведено примерно 60 тыс. новых грузовых вагонов.
12-часовая смена работы наиболее распространённого на сети железных дорог России маневрового тепловоза ЧМЭ3 с машинистом и помощником машиниста по нормативу обходится эксплуатанту в 87 тыс. рублей (2017).
- Парад поездов на кольце ВНИИЖТ в 2013 году
- Парад поездов на кольце ВНИИЖТ в 2015 году
- Выставка поездов на территории депо кольца ВНИИЖТ в 2015 году

## Операторы железных дорог
В настоящее время железные дороги России эксплуатируются тремя группами игроков. В первую группу входят компании холдинга ОАО «Российские железные дороги». Вторая группа — это независимые или условно независимые от ОАО «РЖД» операторы, владеющие как собственной инфраструктурой (железнодорожные пути, сигнальная аппаратура и т. д.), так и парком вагонов. Третья группа состоит из компаний, владеющих только подвижным составом.
Также существуют ведомственные железные дороги, из которых можно отдельно выделить военные. Например, обособленными военными ж/д обслуживаются космодромы. Собственное управление имеют многие узкоколейные железные дороги.

### ОАО «РЖД» и дочерние компании
ОАО «Российские железные дороги» создано в 2003 году и является крупнейшей железнодорожной компанией в России.
В состав ОАО «РЖД» входят 16 железных дорог — филиалов компании. 
Кроме того, в группу ОАО «РЖД» входит ряд дочерних компаний:
- АО «Федеральная пассажирская компания»
- АО «Первая грузовая компания» (до ноября 2011)[130]
- АО «Федеральная грузовая компания»
- ПАО «ТрансКонтейнер»
- АО «РЖД Логистика»
- ООО «Аэроэкспресс» (у «РЖД» осталась доля 25 %)
- Другие

Пригородные пассажирские перевозки в ряде регионов осуществляются пригородными пассажирскими компаниями, созданными РЖД совместно с субъектами федерации.

### Прочие перевозчики, владеющие инфраструктурой
- ОАО «АК» «Железные дороги Якутии» (50 % в капитале принадлежит ОАО «РЖД», 50 % — правительству Якутии и другим лицам)
- ОАО «Ямальская железнодорожная компания»
- ОАО «Норильская горная компания»
- ООО «Газпромтранс»
- Федеральное государственное унитарное предприятие «Крымская железная дорога»
- Заонежская железная дорога

Железнодорожные пути, принадлежащие указанным компаниям, как правило находятся в удалённых районах России, а некоторые из них вовсе изолированы от федеральной сети РЖД. Указанные дороги в основном используются для локальных грузовых перевозок, что и объясняет тот факт, что преимущественно такие дороги принадлежат сырьевым группам.

### Прочие операторы, не владеющие инфраструктурой
В течение 2000-х многие компании (в том числе и специально созданные «дочки» сырьевых групп) получили лицензии на осуществление железнодорожных перевозок. Частные (независимые) операторы эксплуатируют собственный парк вагонов, при этом используя инфраструктуру и услуги локомотивной тяги ОАО «РЖД». На ряде маршрутов компании работают собственными локомотивами.
Среди частных операторов такие компании, как «Независимая транспортная компания», «Дальневосточная транспортная группа» (ДВТГ), группа Globaltrans (в состав которой входят «Новая перевозочная компания» и «БалтТрансСервис»), «Евросиб», Фирма «Трансгарант» (принадлежащая группе «FESCO»), «НефтеТрансСервис», «Трансойл», «ХК „Новотранс“» (имеет в своём составе вагоноремонтные заводы), «Газпромтранс», «Первая тяжеловесная компания» и др. Весной 2008 года группа Globaltrans первой из железнодорожных компаний, работающих на российском рынке, провела IPO, разместив свои акции на Лондонской фондовой бирже.

## Нетарифное регулирование и контроль на рынке железнодорожных перевозок
Государственное регулирование рынка железнодорожных перевозок в настоящее время осуществляет Министерство транспорта Российской Федерации и созданное при нём Федеральное агентство железнодорожного транспорта (Росжелдор). Надзор за железнодорожным транспортом осуществляет отдельное управление (Госжелнадзор) Федеральной службы по надзору в сфере транспорта.

## Конкуренция и тарифное регулирование на рынке железнодорожных перевозок и железнодорожных активов
К настоящему времени в рамках демонополизицации рынка грузовых и пассажирских перевозок создано несколько операторов: АО «Первая грузовая компания» (создано в 2007), АО «Федеральная грузовая компания» (2010), ПАО «Трансконтейнер», АО «ТрансКлассСервис» и другие. Контроль в названных компаниях, за исключением ОАО «ПГК», пока сохраняется за РЖД, но группа неоднократно заявляла о своём намерении продать (или сократить) эти участия.
На рынке дальних пассажирских перевозок услуги оказываются ОАО «РЖД», его дочерним обществом «Федеральная пассажирская компания» (создано в 2010 году) и ЗАО ТрансКлассСервис (создано в 2006 году)
На рынке пригородных пассажирских перевозок действуют пригородные пассажирские компании, контролируемые и управляемые совместно РЖД и региональными органами власти. Пригородные пассажирские компании были созданы по территориальному принципу: они обслуживают перевозки на закреплённой за ними территории, на которой являются монополистами перевозок такого вида. Смысл передачи части контроля региональным властям заключался в их вовлечении в экономику пригородных железнодорожных перевозок с целью установления более ответственных тарифов (см. ниже).
В силу низкой конкуренции на рынке грузовых перевозок и её фактического отсутствия на рынке пассажирских перевозок ценообразование (тарифы) перевозок регулируется на федеральном уровне Федеральной службой по тарифам. Тарифы на пригородные перевозки регулируются на уровне субъектов Российской Федерации, имея в виду достижение баланса между региональными социальными интересами и безубыточностью перевозок.
До последнего времени российский рынок подвижного состава имел конфигурацию монопсонии: на нём доминировал один крупный покупатель (РЖД). В 2007 ОАО «РЖД» приобрело косвенный контроль над 25 % в капитале ЗАО «Трансмашхолдинг», одного из крупнейших поставщиков парка локомотивов, вагонов и спецтехники для РЖД.

## Транспортная безопасность
С 1918 года в составе НКПС РСФСР, НКПС СССР, МПС СССР и МПС России, с 2005 года в ведении Росжелдора действует государственная отраслевая охрана (ВО ЖДТ) — специализированные вооружённые парамилитарные подразделения, в основном осуществляющие деятельность в пределах железнодорожной сети общего пользования страны. ВО ЖДТ создана государственными органами в целях охраны (защиты от противоправных посягательств) грузов в пути следования и на железнодорожных станциях, объектов инфраструктуры и прилегающих к ним территорий и акваторий, проведения профилактических мероприятий по предупреждению правонарушений на железнодорожном транспорте. В состав ВО ЖДТ с 1932 года входят пожарные подразделения, которые используют пожарные поезда.
В 20-х годах XX века специальные отряды железнодорожной охраны были вооружены станковыми пулеметами, а также бронепоездами, которые применялись для сопровождения пассажирских и грузовых поездов с особо ценными или важными грузами и отражения налётов крупных банд.
Стрелковая охрана принимала участие в боях с басмачами, советско-китайском вооружённом конфликте на КВЖД(1929), успешно защищая объекты железнодорожного транспорта и железнодорожников.
С 1 октября 1932 года в обязанности органов охраны, помимо основных, входили задержание и санитарная обработка беспризорных детей, передвигающихся по железным дорогам, обеспечение их питанием и культурным досугом. Для поиска детей применялись особые дозоры и оперативные группы, которые, в том числе, высылались на неохраняемые железнодорожные станции. В штат Военизированной охраны путей сообщения НКПС входили педагоги-воспитатели, осуществляющие свою деятельность в вагонах или комнатах-приемниках. Тысячи жизней мальчишек и девчонок спасли бойцы охраны НКПС в эти тяжёлые годы.
С декабря 1994 года по декабрь 1996 года более 800 работников стрелковых и пожарных подразделений военизированной охраны МПС России выполняли служебные обязанности в условиях вооруженного конфликта в Чеченской Республике и на прилегающих к ней территориях Российской Федерации, отнесённых к зоне вооружённого конфликта, а также в ходе контртеррористических операций на территории Северо-Кавказского региона (с августа 1999 года).
Объекты, защищаемые военизированной охраной, подвергались обстрелам более 300 раз. За период несения службы сводные команды понесли потери личного состава погибшими, раненными и травмированными. За проявленные мужество и героизм десятки стрелков и командиров были награждены государственными наградами.
«Сказать о железнодорожном объекте, что он «уязвим» или «не очень уязвим», это более уязвимо, а это менее, да ещё в процентно-числовом выражении – конечно, из области умозрительной фантазии. Нужно ли тратить огромные средства на эти фантазии? Огромное количество организаций, фирм, агентств, людей занимаются вопросами транспортной безопасности на железной дороге. Нередко вал непродуманных и необоснованных затрат катится под популистским лозунгом «Безопасности много не бывает!» Это весьма выгодный бизнес с неиссякаемым бюджетным финансированием, к которому многие хотят пристроиться.
В 2007 году был принят Федеральный закон «О транспортной безопасности», которым, в частности, вводилась оценка уязвимости объекта транспортной инфраструктуры и план обеспечения его транспортной безопасности. К объектам железнодорожной инфраструктуры, подпадающими под действие этого закона, правительством России была отнесена не вся инфраструктура железнодорожного транспорта (ввиду её огромности), а стратегические мосты и тоннели, прилегающие к ним участки, высокоскоростные магистрали, станции и раздельные пункты, отдельные участки железнодорожных линий, ведущих к портам и международным транспортным коридорам, а также ряд других объектов. Все они подлежали оценке уязвимости и разработке планов транспортной безопасности, которые стали выполнять за бюджетные средства и средства владельца инфраструктуры различные специализированные организации.
Данная система подвергалась критике экспертов и должностных лиц транспорта и юстиции. Так, заместитель руководителя Центрального территориального управления Росжелдора Дамир Гарифзянов и консультант начальника Московской железной дороги, полковник юстиции Владимир Мазурский в 2017 году высказывали мнение, что складывающаяся в железнодорожной отрасли России ситуация приводит к тому, что «расходы на обеспечение транспортной безопасности объекта железнодорожной инфраструктуры часто многократно превышают размеры прогнозируемого количественного ущерба, определённого на этапе оценки уязвимости этого объекта», а сами указанные капиталоёмкие мероприятия проводят недостаточно компетентные специалисты, что оборачивается колоссальными неэффективными затратами.
Функции повседневного обеспечения транспортной безопасности на железнодорожных объектах и в поездах с 2014 года возложены на государственные и негосударственные подразделения транспортной безопасности (ПТБ). К государственным ПТБ относится ФГП «Ведомственная охрана железнодорожного транспорта Российской Федерации»(ФГП ВО ЖДТ России), к негосударственным — иные ПТБ, например, специализированные подразделения ОАО «РЖД», имеющие специальные свидетельства об аккредитации в качестве ПТБ. Все сотрудники ПТБ обязательно проходят специальную подготовку и аттестацию.
Контроль и надзор за соблюдением законодательства Российской Федерации в части обеспечения транспортной безопасности осуществляет Ространснадзор
Каждый год на железных дорогах России от производственного и непроизводственного травматизма, несчастных случаев, самоубийств, зацепинга и прочих причин гибнет 3—3,5 тыс. человек.

## Железная дорога и часовые зоны
С 2018 года на билетах и информационных табло указывается местное время.
Смещение местного времени от московского времени в зоне прохождения железной дороги:
| Название железной дороги                                                             | Город управление                                                                    | Примечание | Смещение |
| ------------------------------------------------------------------------------------ | ----------------------------------------------------------------------------------- | --- | -------- |
| Калининградская                                                                      | Калининград                                                                         | | −1 час   |
| Октябрьская Московская Горьковская Северная Северо-Кавказская Крымская Юго-Восточная | Санкт-Петербург Москва Нижний Новгород Ярославль Ростов-на-Дону Симферополь Воронеж | Горьковская, за исключением участков: - Яр (вкл) Горьк-Пибаньшур Горьк-Чепца Сверд (+1 час) - Яр Горьк Лесная Горьк (+1 час) - Пибаньшур Горьк-Ижевск (вкл) (+1 час) - Амзя Горьк-Красноуфимск Горьк-Дружинино Сверд (+2 часа) Северная, за исключением участков: - Полярный Урал — Лабытнанги (+2 часа) Юго-Восточная, за исключением участков: - Байка — Ртищево 2 — Шуклино — Балашов Пассажирский — Пост 463 км — Родничёк (+1 час) - Вертуновская (искл) — Ртищево 1 — Ртищево 2 — Благодатка (вкл) (+1 час) - Ртищево 1 — Шуклино (+1 час) - О. п. 148 км (искл) — Балашов Пассажирский — Балашов 1 — Ильмень Прив (искл) (+1 час) - Пост 463 км — Балашов 1 (+1 час) - о. п. Поляна (искл.) — Калмык — Половцево (искл.) (+1 час) | 0 часов  |
| Куйбышевская Приволжская                                                             | Самара Саратов                                                                      | Куйбышевская за исключением участков: - Кузнецк (искл) Кбш-Пенза 1 Кбш-Ряжск 2 Моск (московское время) - Инза (искл) Кбш-Рузаевка Кбш-Кустарёвка Моск (московское время) - Красный Узел Горьк — Пенза 1 Кбш — Кривозёровка Кбш (вкл) (московское время) - Бугуруслан — Уфа — Кропачёво Ю-Ур (+2 часа) - Уфа — Мурапталово (+2 часа) - Уфа — Исметово (вкл) (+2 часа) - Черниковска — Загородская (+2 часа) Приволжская, за исключением участков: - о.п. 226 км (искл) — Обливская — о.п. 200 км (0 часов) - о.п. Цымла — Морозовская СКав (искл.) (0 часов) | +1 час   |
| Свердловская Южно-Уральская                                                          | Екатеринбург Челябинск                                                              | Свердловская, за исключением участков: - Чепца — Кузьма (+1 час) - Мангут Сверд — Называевская ЗСиб (+3 часа) Южно-Уральская, за исключением участков: - Неприк Ю-Ур — Кинель Кбш (+1 час) - Кондратовка Ю-Ур — Исилькуль ЗСиб (+3 часа) - Нов. Камелик — Большеиргизская (+1 час) | +2 часа  |
| Западно-Сибирская Красноярская                                                       | Новосибирск Красноярск                                                              | Западно-Сибирская, за исключением участков: - Районная (исключая её) — Иртышское — Граничная (+3 часа) - Иртышское — Карбышево 2 — Входная (+3 часа) - Карбышево 2 — Карбышево 1 (+3 часа) - Карбышево 1 — Входная — Исилькуль (+3 часа) - Карбышево 1 — Называевская (+3 часа) - Карбышево-1 — Омск — Колония (+3 часа) Красноярская, за исключением участков: - Кварцит Красн-Тайшет ВСиб (+5 часов) | +4 часа  |
| Восточно-Сибирская                                                                   | Иркутск                                                                             | | +5 часов |
| Забайкальская Якутская                                                               | Чита Алдан                                                                          | | +6 часов |
| Дальневосточная                                                                      | Хабаровск                                                                           | за исключением участков: - Облучье — Архара (+6 часов) | +7 часов |

## Наиболее тяжёлые транспортные происшествия и крушения
4 июня 1989 года на перегоне Транссиба Аша — Улу-Теляк в Иглинском районе Башкирской АССР произошла крупнейшая железнодорожная катастрофа в истории СССР и России. Гигантский взрыв углеводородов (по мощности лишь в 7 раз уступавший взрыву атомной бомбы над Хиросимой), случившийся при прохождении встречных пассажирских поездов в результате аварии на расположенном поблизости газопроводе Сибирь — Урал — Поволжье мгновенно унёс жизни 575 человек, в их числе 181 ребёнка.
Наиболее тяжёлое в истории российского железнодорожного транспорта крушение — Крушение скорого поезда Рига — Москва, произошедшее 3 марта 1992 года на Октябрьской железной дороге недалеко от города Нелидово, в результате чего погибли 43 человека, 108 ранены.
Самой тяжёлой железнодорожной катастрофой, случившейся в результате террористического акта, стало Крушение «Невского экспресса» в труднодоступной местности на границе Тверской и Новгородской областей 27 ноября 2009 года, в результате чего погибли 28 человек и не менее 132 были ранены.

## Крайние станции железной дороги России
1. Станция Мурманск - 68.972030, 33.06943. Самая северная станции
2. Станция Граница 2454 км (Республика Дагестан) - 41.790378, 48.541731. Самая южная станция.
3. Станция Балтийск (Калининградская область) - 54.644376, 19.896689. Самая западная станция.
4. Станция Токи (Хабаровский край) - 49.118620, 140.321963. Самая восточная континентальная станция.
5. Станция Ноглики (Сахалинская область) - 51.796661, 143.129465. Самая восточная станция железных дорог России.

## Железнодорожные связи со смежными странами
| Страна                         | Дорога со стороны России | Участок                                | Колея                                              | Электрификация                                                               | Примечание |
| ------------------------------ | ------------------------ | -------------------------------------- | -------------------------------------------------- | ---------------------------------------------------------------------------- | --- |
| Финляндия                      | Октябрьская              | Выборг — Вайниккала                    | одинаковая, 1520 мм                                | разрыв в напряжении, 3 кВ = — 25 кВ 50 Гц ~ (нейтральная вставка на границе) | |
| Финляндия                      | Октябрьская              | Куулоярви — Алакуртти                  | одинаковая, 1520 мм                                | отсутствует                                                                  | |
| Финляндия                      | Октябрьская              | Кууму — Кивиярви                       | одинаковая, 1520 мм                                | отсутствует                                                                  | |
| Финляндия                      | Октябрьская              | Тиккала — Маткаселькя                  | одинаковая, 1520 мм                                | отсутствует                                                                  | |
| Эстония                        | Октябрьская              | Ивангород — Нарва                      | одинаковая, 1520 мм                                | отсутствует                                                                  | |
| Эстония                        | Октябрьская              | Печоры — Койдула                       | одинаковая, 1520 мм                                | отсутствует                                                                  | |
| Латвия                         | Октябрьская              | Пыталово — Вецуми                      | —                                                  | —                                                                            | погранпереход демонтирован в 1990-х |
| Латвия                         | Октябрьская              | Пыталово — Резекне                     | одинаковая, 1520 мм                                | отсутствует                                                                  | |
| Латвия                         | Октябрьская              | Себеж — Резекне                        | одинаковая, 1520 мм                                | отсутствует                                                                  | |
| Литва                          | Калининградская          | Нестеров — Кибартай                    | одинаковая, 1520 мм                                | отсутствует                                                                  | |
| Литва                          | Калининградская          | Советск — Пагегяй                      | одинаковая, 1520 мм                                | отсутствует                                                                  | |
| Польша                         | Калининградская          | Мамоново — Бранево                     | одинаковая, 1435 мм до Южного вокзала Калининграда | отсутствует                                                                  | прямое сообщение с Польшей без перестановки составов восстановлено в 1993 году.                                                                  |
| Польша                         | Калининградская          | Багратионовск — Бартошице              | разрыв колеи, 1520 мм — 1435 мм                    | отсутствует                                                                  | |
| Польша                         | Калининградская          | Железнодорожный — Барцяны              | разрыв колеи, 1520 мм — 1435 мм                    | отсутствует                                                                  | |
| Беларусь                       | Октябрьская              | Невель — Полоцк                        | одинаковая, 1520 мм                                | отсутствует                                                                  | |
| Беларусь                       | Октябрьская              | Невель — Витебск                       | одинаковая, 1520 мм                                | отсутствует                                                                  | |
| Беларусь                       | Московская               | Смоленск — Витебск                     | одинаковая, 1520 мм                                | отсутствует                                                                  | |
| Беларусь                       | Московская               | Смоленск — Орша                        | одинаковая, 1520 мм                                | одинаковая, 25 кВ 50 Гц ~                                                    | |
| Беларусь                       | Московская               | Рославль — Факел                       | одинаковая, 1520 мм                                | отсутствует                                                                  | |
| Беларусь                       | Московская               | Унеча — Факел                          | одинаковая, 1520 мм                                | отсутствует                                                                  | |
| Беларусь                       | Московская               | Унеча — Гомель                         | одинаковая, 1520 мм                                | отсутствует                                                                  | |
| Украина                        | Московская               | Суземка — Хутор-Михайловский           | одинаковая, 1520 мм                                | одинаковая, 25 кВ 50 Гц ~                                                    | |
| Украина                        | Московская               | Новозыбков — Воронежская               | одинаковая, 1520 мм                                |                                                                              | |
| Украина                        | Московская               | Коренёво — Ворожба                     | одинаковая, 1520 мм                                |                                                                              | |
| Украина                        | Юго-Восточная            | Готня — Сумы                           | одинаковая, 1520 мм                                | отсутствует                                                                  | |
| Украина                        | Юго-Восточная            | Готня — Шпаковка                       | одинаковая, 1520 мм                                | отсутствует                                                                  | |
| Украина                        | Юго-Восточная            | Белгород — Харьков                     | одинаковая, 1520 мм                                | одинаковая, 3 кВ =                                                           | |
| Украина                        | Юго-Восточная            | Нежеголь — Купянск                     | одинаковая, 1520 мм                                | отсутствует                                                                  | |
| Украина                        | Юго-Восточная            | Валуйки — Купянск                      | одинаковая, 1520 мм                                | одинаковая, 25 кВ 50 Гц ~                                                    | |
| Украина/ ЛНР                   | Юго-Восточная            | Валуйки — Лантратовка                  | одинаковая, 1520 мм                                | отсутствует                                                                  | территория Луганской области Украины / ЛНР имеет спорный международный статус и в зоне пересечения контролируется Украиной, ЛНР считает её своей |
| Украина/ ДНР                   | Северо-Кавказская        | Успенская — Иловайск                   | одинаковая, 1520 мм                                | одинаковая, 25 кВ 50 Гц ~                                                    | территория Донецкой области Украины / ДНР имеет спорный международный статус и в зоне пересечения контролируется ДНР, Украина считает её своей   |
| Украина/ ЛНР                   | Северо-Кавказская        | Гуково — Красная Могила                | одинаковая, 1520 мм                                |                                                                              | |
| Украина                        | Крымская                 | Солёное Озеро — Сиваш                  | одинаковая, 1520 мм                                | одинаковая, 3 кВ =                                                           | территория Крыма имеет спорный международный статус, и Россия и Украина считают её своей                                                         |
| Украина                        | Крымская                 | Армянск — Вадим                        | одинаковая, 1520 мм                                | отсутствует                                                                  | территория Крыма имеет спорный международный статус, и Россия и Украина считают её своей                                                         |
| Республика Абхазия · ( Грузия) | Северо-Кавказская        | Адлер — Сухум                          | одинаковая, 1520 мм                                | одинаковая, 3 кВ =                                                           | территория Абхазии имеет спорный международный статус, Грузия считает её своей                                                                   |
| Азербайджан                    | Северо-Кавказская        | Дербент — Ялама                        | одинаковая, 1520 мм                                | одинаковая, 3 кВ =                                                           | |
| Казахстан                      | Приволжская              | Аксарайская — Атырау                   | одинаковая, 1520 мм                                | отсутствует                                                                  | |
| Казахстан                      | Приволжская              | Озинки — Уральск                       | одинаковая, 1520 мм                                | отсутствует                                                                  | |
| Казахстан                      | Южно-Уральская           | Илецк — Актобе                         | одинаковая, 1520 мм                                | отсутствует                                                                  | |
| Казахстан                      | Южно-Уральская           | Карталы — Тобол                        | одинаковая, 1520 мм                                | одинаковая, 25 кВ 50 Гц ~                                                    | |
| Казахстан                      | Южно-Уральская           | Троицк — Селекционная                  | одинаковая, 1520 мм                                | отсутствует                                                                  | |
| Казахстан                      | Южно-Уральская           | Курган — Петропавловск                 | одинаковая, 1520 мм                                | одинаковая, 3 кВ                                                             | |
| Казахстан                      | Южно-Уральская           | Исилькуль — Петропавловск              | одинаковая, 1520 мм                                | одинаковая, 3 кВ                                                             | |
| Казахстан                      | Южно-Уральская           | Курган — Пресногорьковка               | одинаковая, 1520 мм                                | стыкование, 3 кВ = / 25 кВ 50 Гц ~                                           | |
| Казахстан                      | Западно-Сибирская        | Иртышское — Карасук                    | одинаковая, 1520 мм                                | одинаковая, 25 кВ 50 Гц ~                                                    | |
| Казахстан                      | Западно-Сибирская        | Кулунда — Павлодар                     | одинаковая, 1520 мм                                | отсутствует                                                                  | |
| Казахстан                      | Западно-Сибирская        | Локоть — Семей                         | одинаковая, 1520 мм                                | отсутствует                                                                  | |
| Монголия                       | Восточно-Сибирская       | Наушки — Сухэ-Батор                    | одинаковая, 1520 мм                                | отсутствует                                                                  | |
| Монголия                       | Забайкальская            | Соловьёвск — Чулуунхороот              | одинаковая, 1520 мм                                | отсутствует                                                                  | |
| Китай                          | Забайкальская            | Забайкальск — Маньчжурия               | разрыв колеи, 1520 мм — 1435 мм                    | отсутствует                                                                  | |
| Китай                          | Дальневосточная          | Рассыпная Падь — Суйфэньхэ             | разрыв колеи, 1520 мм — 1435 мм                    | отсутствует                                                                  | |
| Китай                          | Дальневосточная          | Камышовая — Хуньчунь («Золотое звено») | разрыв колеи, 1520 мм — 1435 мм                    | отсутствует                                                                  | |
| Китай                          | Дальневосточная          | Нижнеленинское — Тунцзян               | разрыв колеи, 1520 мм — 1435 мм                    | отсутствует                                                                  | На этапе строительства, которое завершится в июне 2019 года.                                                                                     |
| КНДР                           | Дальневосточная          | Хасан — Туманган                       | разрыв колеи, 1520 мм — 1435 мм                    | отсутствует                                                                  | в 2011 году участок с колеёй 1520 мм продлён до порта Раджин на территории КНДР                                                                  |

- Финский электропоезд Sm6 «Allegro» сообщением Санкт-Петербург — Хельсинки  на подъезде к Финляндскому вокзалу Санкт-Петербурга
- Эстонский дизель-поезд ДР1А-312 сообщением Санкт-Петербург — Таллин на перегоне Купчино — Шушары в Санкт-Петербурге
- Польский тепловоз SU45 и польский пассажирский состав на вокзале Калининград-Пассажирский
- Белорусский дизель-поезд ДР1А на пограничной российской станции Красное. Сзади — российский электропоезд ЭМ9
- Казахстанский тепловоз ТЭ33А с пассажирским поездом на приграничной российской станции Троицк
- Тепловоз 2ТЭ10М с грузовым поездом пересекает российско-китайскую границу

## Факты
- Высочайший приказ о ежегодном чествовании железнодорожников в Российской Империи был издан 28 июня 1896 года. Эта дата приурочена к именинам императора Николая I, который почитается как основатель железнодорожного транспорта в России. С 1940 года праздник в СССР (восстановленный в 1936 году), а затем и в Российской Федерации отмечается в первое воскресенье августа[145].
- По состоянию на 2023 год, на железнодорожных объектах совершается около 70% преступлений на транспорте России[146].
- Подстаканники современной формы в металлическом окладе появились в российских пассажирских поездах в XIX веке, с 1889 года, в бытность Сергея Витте директором департамента железнодорожных дел министерства финансов и министром путей сообщения Российской империи. Работники железной дороги, проводники и пассажиры по достоинству оценили преимущество новой посуды для чаепития: в качке двигающегося по рельсам состава подстаканники оказались куда устойчивей обычных стаканов и кружек[147].
- Железнодорожники стали инициаторами проведения первого в СССР субботника. Он состоялся 12 апреля 1919 года в паровозном депо Москва-Сортировочная Московско-Казанской железной дороги[148]. В ночь на субботу (отсюда название) в депо Москва-Сортировочная группа железнодорожников из 15 человек после рабочего дня вернулась в цех ремонтировать паровозы. Это событие породило традицию проведения субботников в СССР, а затем и в Российской Федерации[149].
- Средний вес грузового поезда на российских железных дорогах — 4,5 тыс. тонн. Такой состав насчитывает около 70 вагонов.[источник не указан 1072 дня]
- Самый тяжеловесный поезд по советским магистралям прошёл в 1988 году. Состав из 700 вагонов с углём из Кузбасса весил почти 47 тыс. тонн. Его тянули 12 локомотивов, распределённых по всему поезду. Его длина превышала 7 км[150].
- С 1961 года в России издаётся профессиональный журнал «Железные дороги мира». В нём содержатся переводные публикации профессиональных отраслевых изданий многих стран[151].